# Emin Guliyev
Pour les articles homonymes, voir Guliyev.
Emin Guliyev (en azéri : Emin Quliyev), né le 12 avril 1977 à Bakou en Azerbaïdjan, est un footballeur international azerbaïdjanais, devenu entraîneur à l'issue de sa carrière, qui évoluait au poste de défenseur.
Il est actuellement l'entraîneur du Ravan Bakou depuis 2015.

## Biographie

### Carrière de joueur
Emin Guliyev dispute 7 matchs en Ligue des champions, pour un but inscrit, et 4 matchs en Coupe de l'UEFA,.

### Carrière internationale
Emin Guliyev compte 52 sélections et 3 buts avec l'équipe d'Azerbaïdjan entre 2000 et 2008. 
Il est convoqué pour la première fois par le sélectionneur national Asgar Abdullayev pour un match amical contre la Géorgie le 4 juin 2000 (0-0). Par la suite, le 28 avril 2004, il inscrit son premier but en sélection contre le Kazakhstan, lors d'un match amical (victoire 3-2). Il reçoit sa dernière sélection le 20 août 2008 contre l'Islande (1-1).

## Palmarès
- Avec le Kapaz Gandja
  - Vainqueur de la Coupe d'Azerbaïdjan en 2000

- Avec le Neftchi Bakou
  - Champion d'Azerbaïdjan en 2004 et 2005
  - Vainqueur de la Coupe d'Azerbaïdjan en 2002 et 2004

- Avec le Khazar Lankaran
  - Champion d'Azerbaïdjan en 2007
  - Vainqueur de la Coupe d'Azerbaïdjan en 2007 et 2008